# Edmund-Probst-Haus

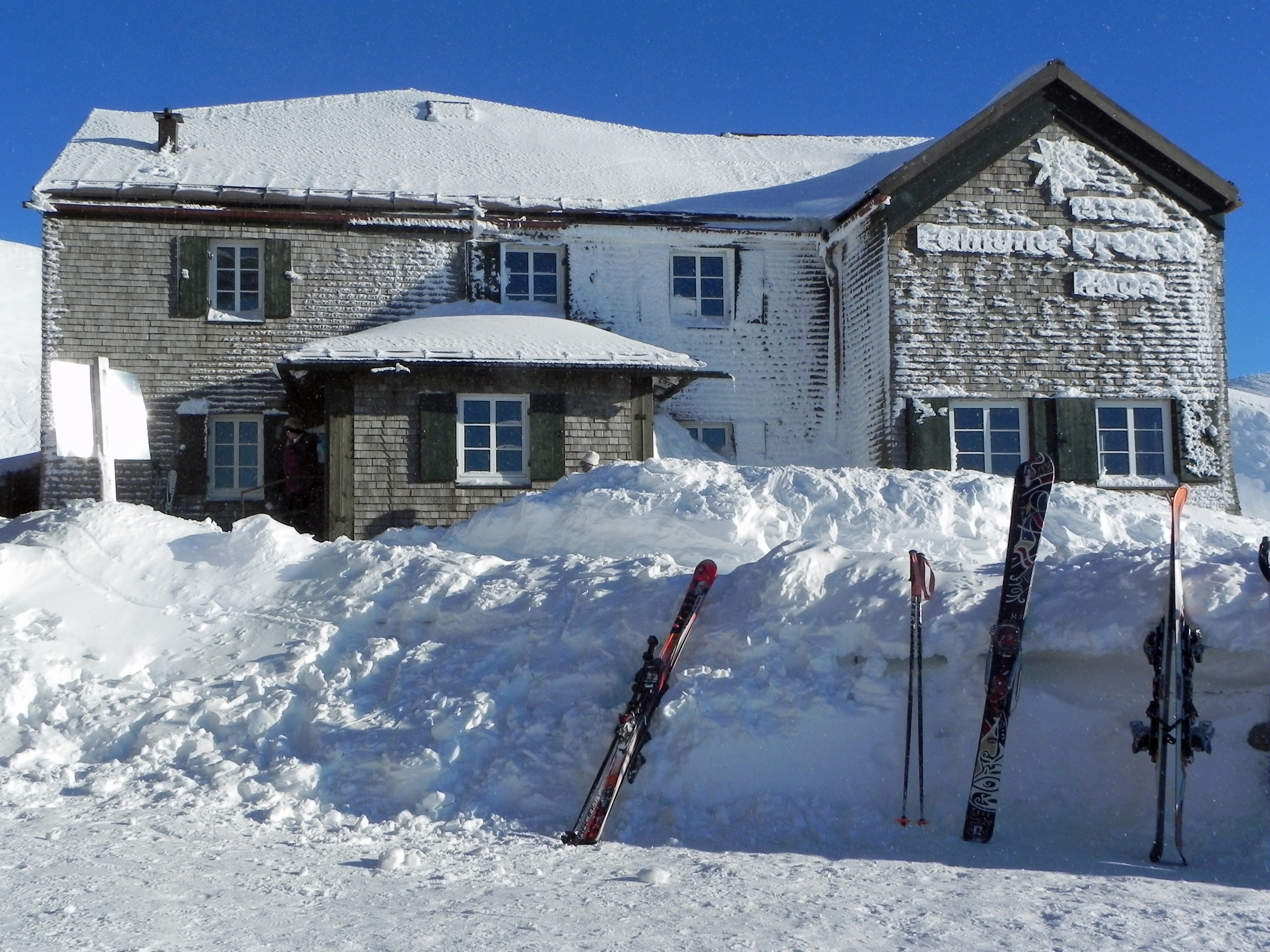
Edmund-Probst-Haus im Winter

Das Edmund-Probst-Haus ist eine Schutzhütte der Sektion Allgäu-Immenstadt des Deutschen Alpenvereins. Sie liegt am Fuße des Nebelhorns bei Oberstdorf in den Allgäuer Alpen. Es wurde in 1927 m ü. NHN Höhe errichtet. Im Winter ist es für Skifahrer und Wintersportler bewirtschaftet, denn es liegt mitten im Pistengebiet des Nebelhorns. Im Sommer eignet sich die Unterkunft für Spaziergänger, Bergwanderer und Kletterer. Die Station „Höfatsblick“ der Nebelhornbahn (Seilbahn) liegt direkt neben der Hütte.

## Geschichte
Am 25. Mai 1890 weihte der Deutsche und Österreichische Alpenverein die 33. Berghütte der Nördlichen Ostalpen als Nebelhornhaus ein und benannte es 1918 nach dem Tod seines Sektionsvorstands Edmund Probst nach ihm. Die Berghütte steht gut zugänglich in lawinensicherer Lage am Fuße des Gipfelaufschwungs und musste immer wieder vergrößert werden, so dass manche inzwischen von einem Berghaus sprechen. Seit 1930 ist das Haus durch die Nebelhornbahn erschlossen.

## Zugänge
- von Oberstdorf (813 m), Gehzeit: 3 Stunden

## Tourenmöglichkeiten
- Rubihorn (1957 m) über Oberen (1769 m) und Unteren Geißalpsee (1509 m), Gehzeit: 3 Stunden
- Hindelanger Klettersteig (Nebelhorn – Gr. Daumen – Breitenberg – Hinterstein), Gehzeit: 9 Stunden

### Übergänge zu Nachbarhütten
- Prinz-Luitpold-Haus (1846 m) über Laufbacher Eck (2177 m), Gehzeit: 3½–4 Stunden
- Kemptner Hütte (1846 m) über Laufbacher Eck, Himmeleck und Rauheck, Gehzeit: 10 Stunden
- Oytalhaus (1006 m) über Seealpsee (1628 m), Gehzeit: 2½ Stunden
- Schwarzenberghütte (1380 m) über das Koblat, Gehzeit: ca. 3½ Stunden

### Gipfelbesteigungen
- Nebelhorn (2224 m), Gehzeit: 1 Stunde
- Großer Daumen (2280 m)
  - über den Hindelanger-Klettersteig, Gehzeit: 4 Stunden
  - über Koblat, Gehzeit: 2½ Stunden

### Klettertouren
- Wengenköpfe-Südwände, diverse Kletterrouten

### Skitouren
- Großer Daumen, Abfahrt zum Giebelhaus

## Karten und Literatur
- Alpenvereinskarte 2/1 Allgäuer-Lechtaler Alpen West (1:25.000)
- Dieter Seibert: Alpenvereinsführer Allgäuer Alpen und Ammergauer Alpen. Bergverlag Rother, München 2013, 18. Auflage, ISBN 978-3-7633-1126-2.
- Gottlieb Klöpf: Das Edmund-Probst-Haus am Nebelhorn. In: Sektion Allgäu-Immenstadt (Hrsg.): 125 Jahre 1874–1999. Festschrift, S. 68–70 (Digitalisat, PDF 8,9 MB).